# فرودگاه اولدز
فرودگاه اولدز (به انگلیسی: Olds (Netook) Airport) یک فرودگاه همگانی است که یک باند فرود چمن دارد و طول باند آن ۱۱۲۸ متر است. این فرودگاه در کشور کانادا قرار دارد و در ارتفاع ۱۰۱۵ متری از سطح دریا واقع شده است.